# Naturschutzgebiet Krebsbachtal

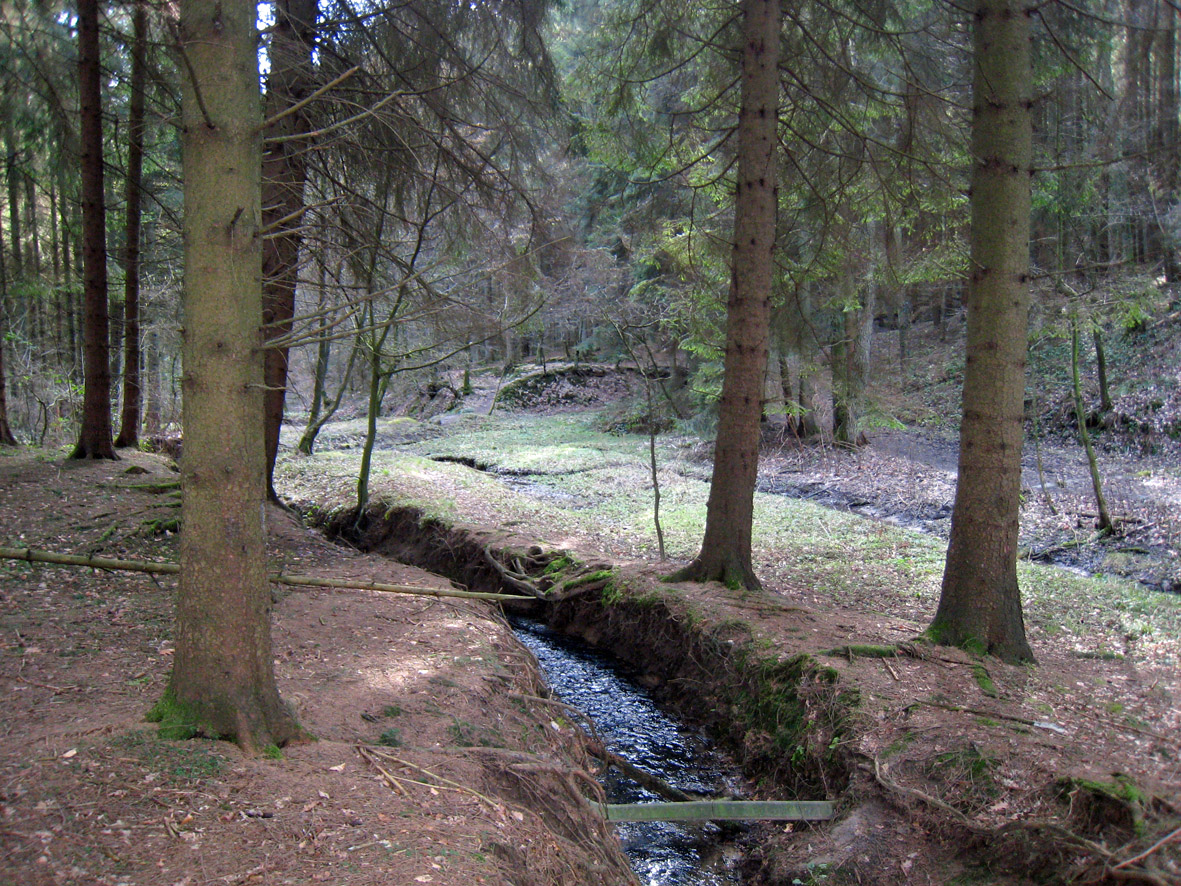
Der Krebsbach unterhalb von Löhe

Das Naturschutzgebiet Krebsbachtal befindet sich in den Stadtteilen Moitzfeld von Bergisch Gladbach und Immekeppel von Overath. Es beginnt im Quellgebiet des Krebsbachs zwischen Herweg und Steinacker und zieht sich weiter vorbei an Groß Hohn, Löhe, Heidgen und Schmitzbüchel bis ins Sülztal.

## Vegetation
Der Krebsbach verläuft weitgehend ungestört und wird meist von Erlengehölzen begleitet. Die Talhänge sind überwiegend mit Mischwäldern aus Hainbuchen, Eichen und Buchen bestockt. Die Hangwiesen werden meistens genutzt und haben mehrere Quellaustritte. Im Schutzgebiet befinden sich auch einige Streuobstwiesen. Die seitlich zufließenden Nebenbäche sind naturnah und entspringen in kleinen, gut entwickelten Quellsümpfen.
Die Schutzausweisung erfolgte zur Erhaltung und Entwicklung eines langen, relativ ungestörten Bachtales mit Auwäldern sowie Nass- und Feuchtgrünlandflächen, Streuobstwiesen und Magerwiesen an den Hängen.

## Bergbau
Seit der Mitte des 19. Jahrhunderts wurde auf der Grube Weiß Erzbergbau betrieben. In Steinacker war eine große Lagerstätte, deren Feldesgrenze bis an den Krebsbach heranreichte. Von dort aus wurden mehrere Stollen vorgetrieben, deren verschüttete Mundlöcher und kleinere Halden man noch heute sehen kann. Zudem reicht die große Halde des sogenannten Laveissière-Schachts bis in das Tal hinab, der auf der Höhe von Steinacker abgeteuft worden war.